# Pod basculant

Modul de funcționare a unui pod basculant cu două punți

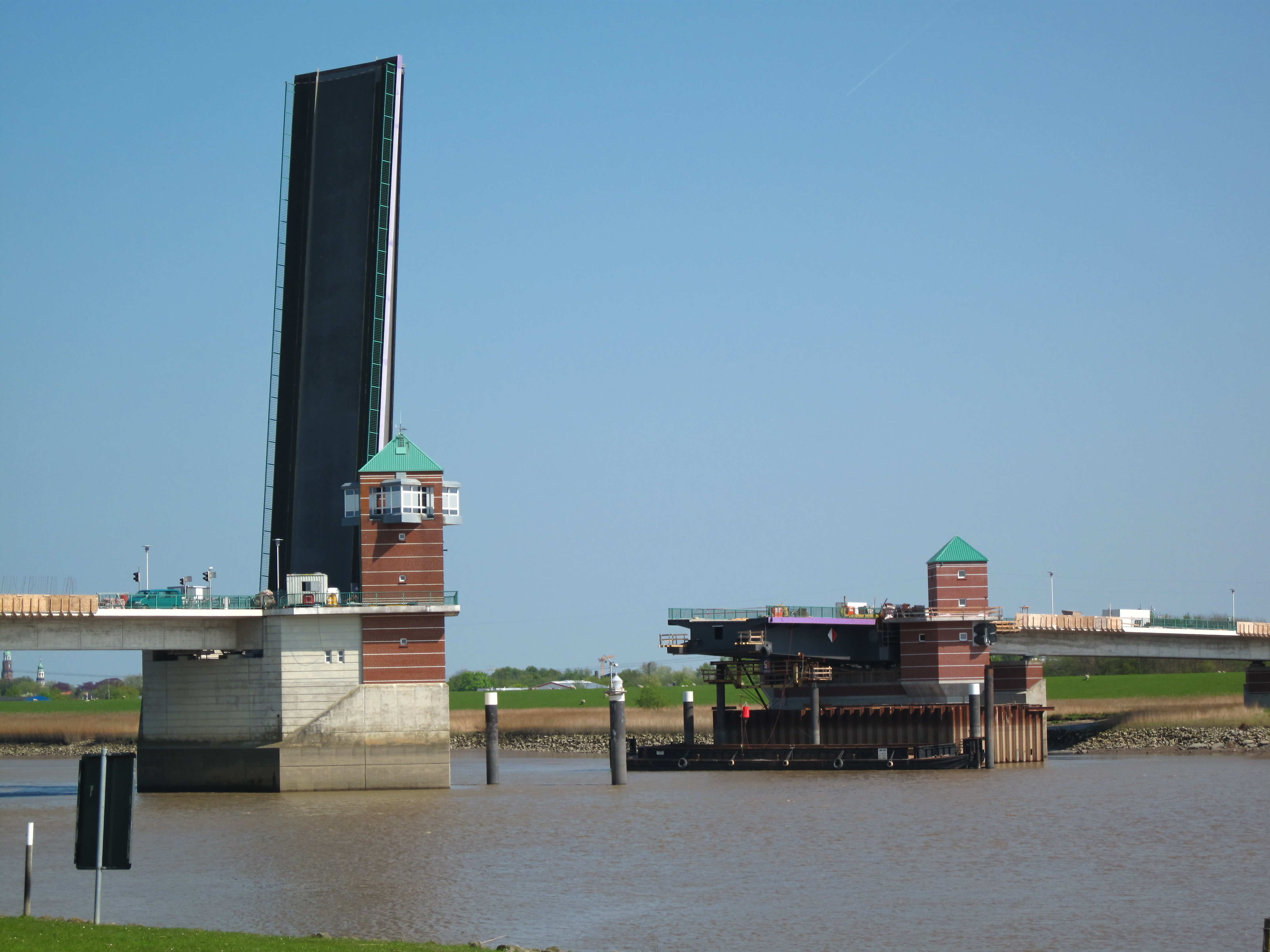
Podul Jann Berghaus peste Ems. Bascula dreaptă se ridică suplimentar doar la trecerea navelor late.

Un pod basculant este un tip de pod mobil situat pe direcția care traversează alte rute de trafic, deseori rute de transport maritim sau fluvial, care necesită doar ocazional o degajare mai înaltă petru a permite trecerea navelor. Partea mobilă a structurii de susținere (placa de carosabil), este montată de partea fixă a podului încât să-i permită rotirea în jurul unei axe orizontale și este echilibrată de contragreutate prin tijele situate sub partea fixă a podului.
Podul basculant este astfel mai ușor de mișcat decât podul rabatabil, deoarece trebuie învinsă doar rezistența la frecare a motorului (de exemplu, troliul manual și lanțul sau cablul de tracțiune).
Cel mai lung pod basculant din Germania este Podul Jann Berghaus de lângă Leer cu o lungime totală de 464 m. Podul basculant Rethe din Hamburg are o deschidere mai lungă cu un total de 104,2 m. 
Cel mai lung pod basculant din lume, este Porta d’Europa, cu o deschidere între piloni de 106 m, în portul Barcelona.
Cel mai faimos exemplu de pod basculant este Tower Bridge din Londra.

## Tipuri

### Poduri olandeze

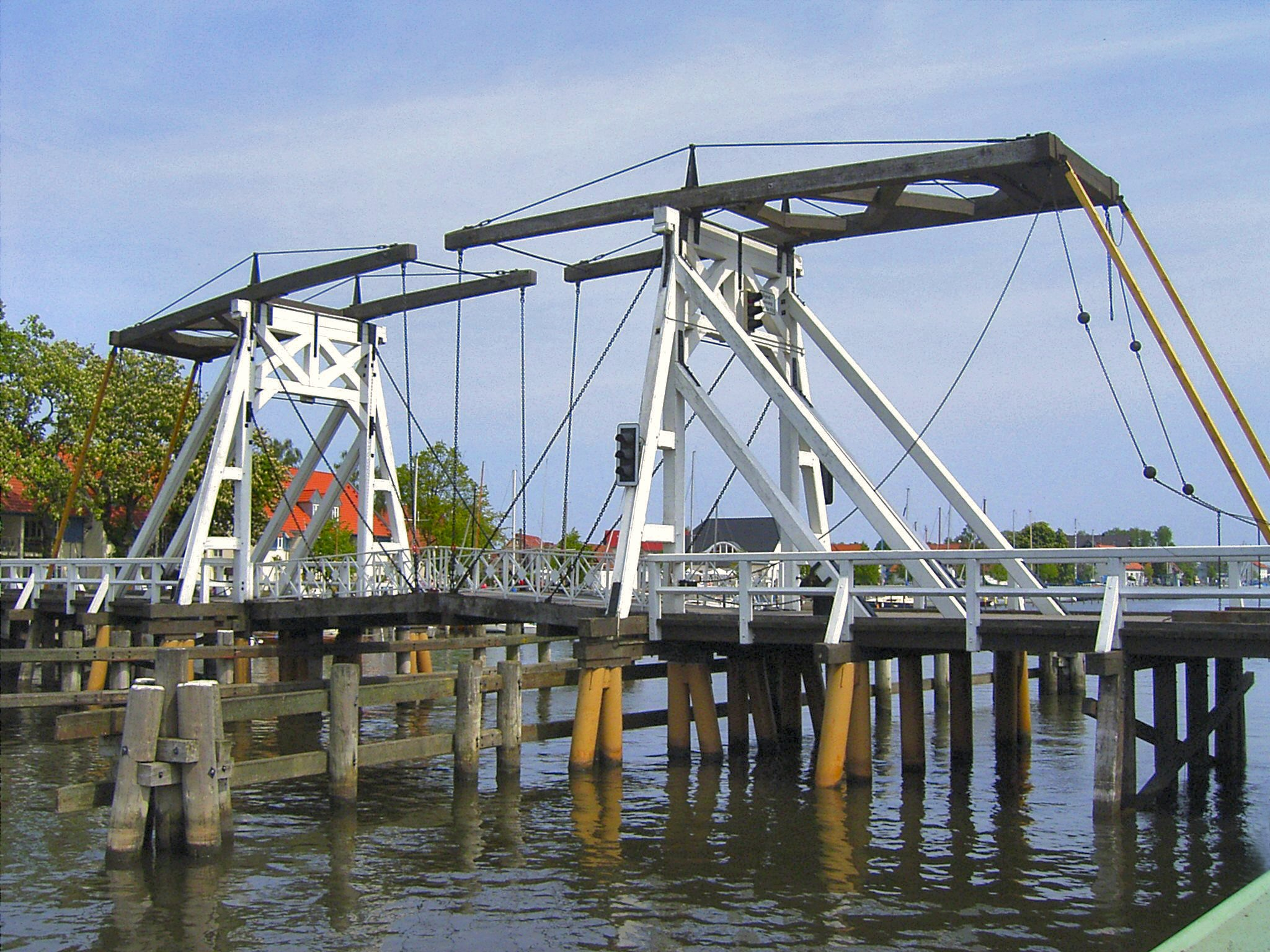
Podul basculant din Wieck peste râul Ryck Germania

Podurile olandeze sunt cunoscute după contragreutatea lor ridicată la înălțime, așa cum le-a imortalizat van Gogh în unele picturi, de exemplu podul lui Langlois construit în 1820–1830 lângă Arles. Un alt pod de lemn de acest tip din secolul al XIX-lea este Podul Wieck de lângă Greifswald (Germania) (construit în 1887), care este încă în funcțiune.

### Poduri basculante rulante

Pod basculant rulant

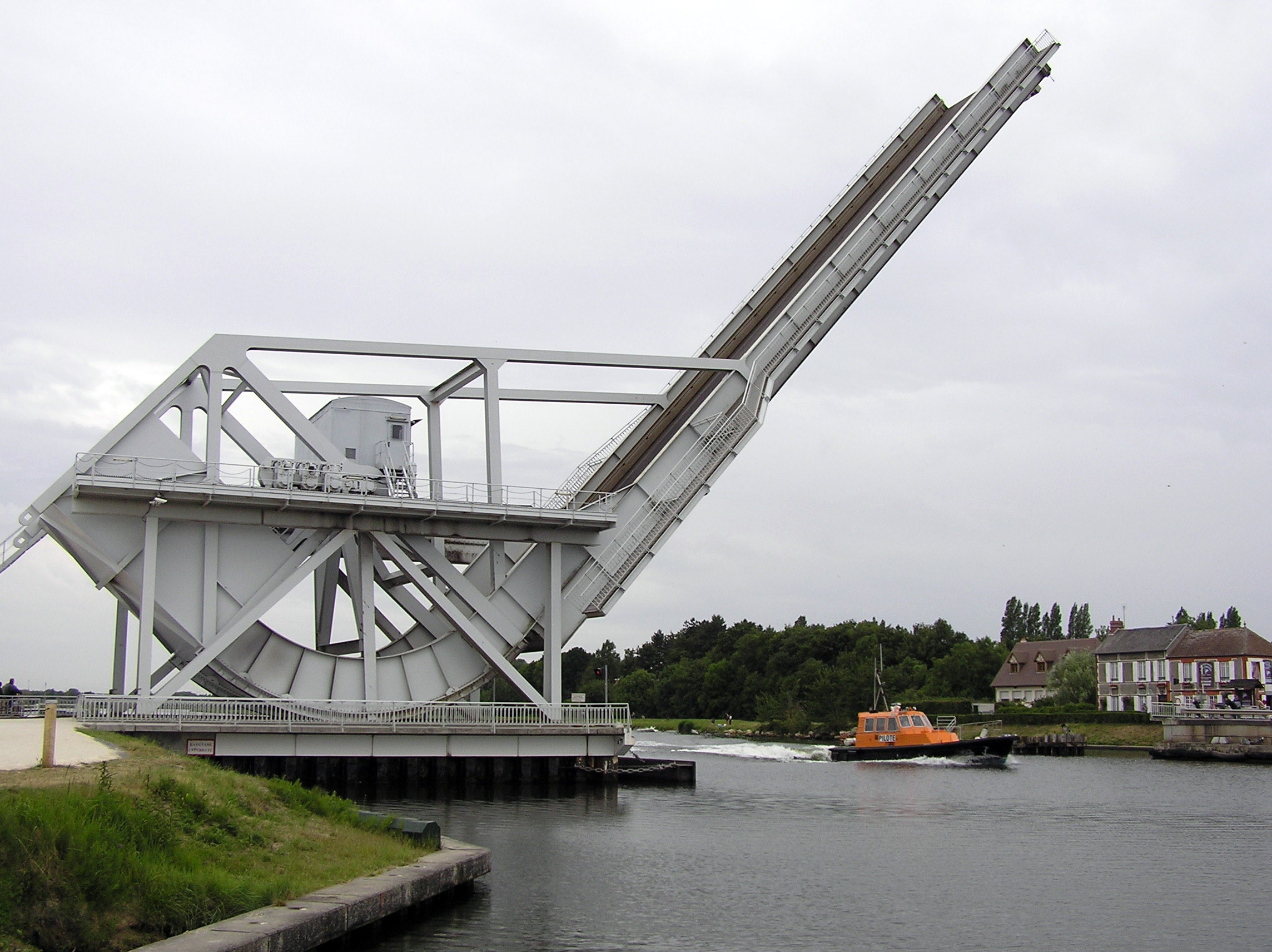
Pod basculant rulant

Acest tip de pod are două tălpi de suport arcuite (sector de roată dințată), care se rostogolesc pe o cremalieră cu întreaga structură, în momentul ridicării plăcii de drum. Contragreutatea fixată la capătul sectorului dințat, face ușoară ridicarea plăcii de drum. 

### Alte tipuri de poduri basculante
- Gateshead Millennium Bridge, un pod pietonal și pentru biciclete care leagă orașele Gateshead și Newcastle de ambele părți ale râului Tyne din Anglia.

Pod balansier
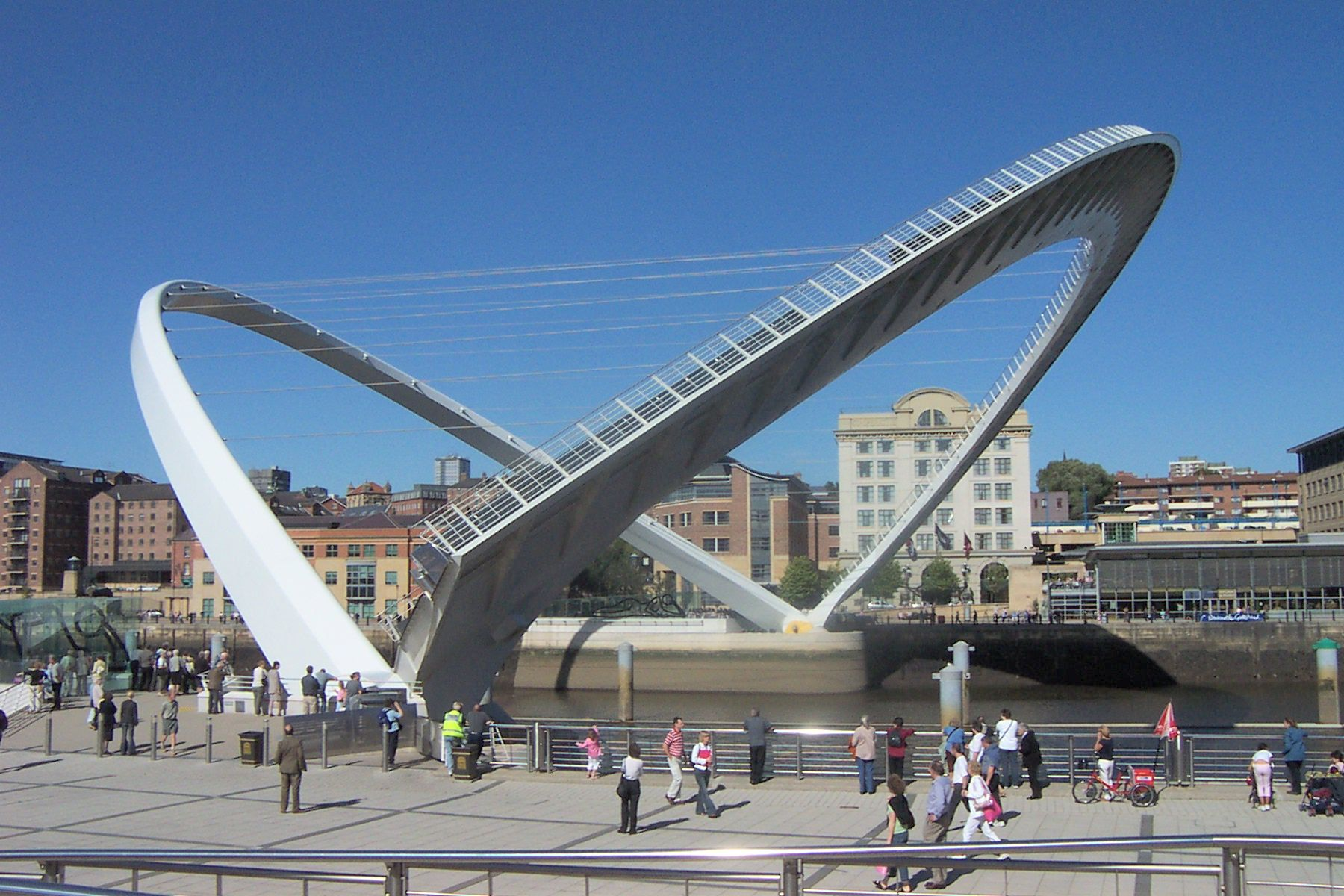
Podul balansier din Gateshead, în poziție deschisă pentru ambarcațiuni

## Galerie

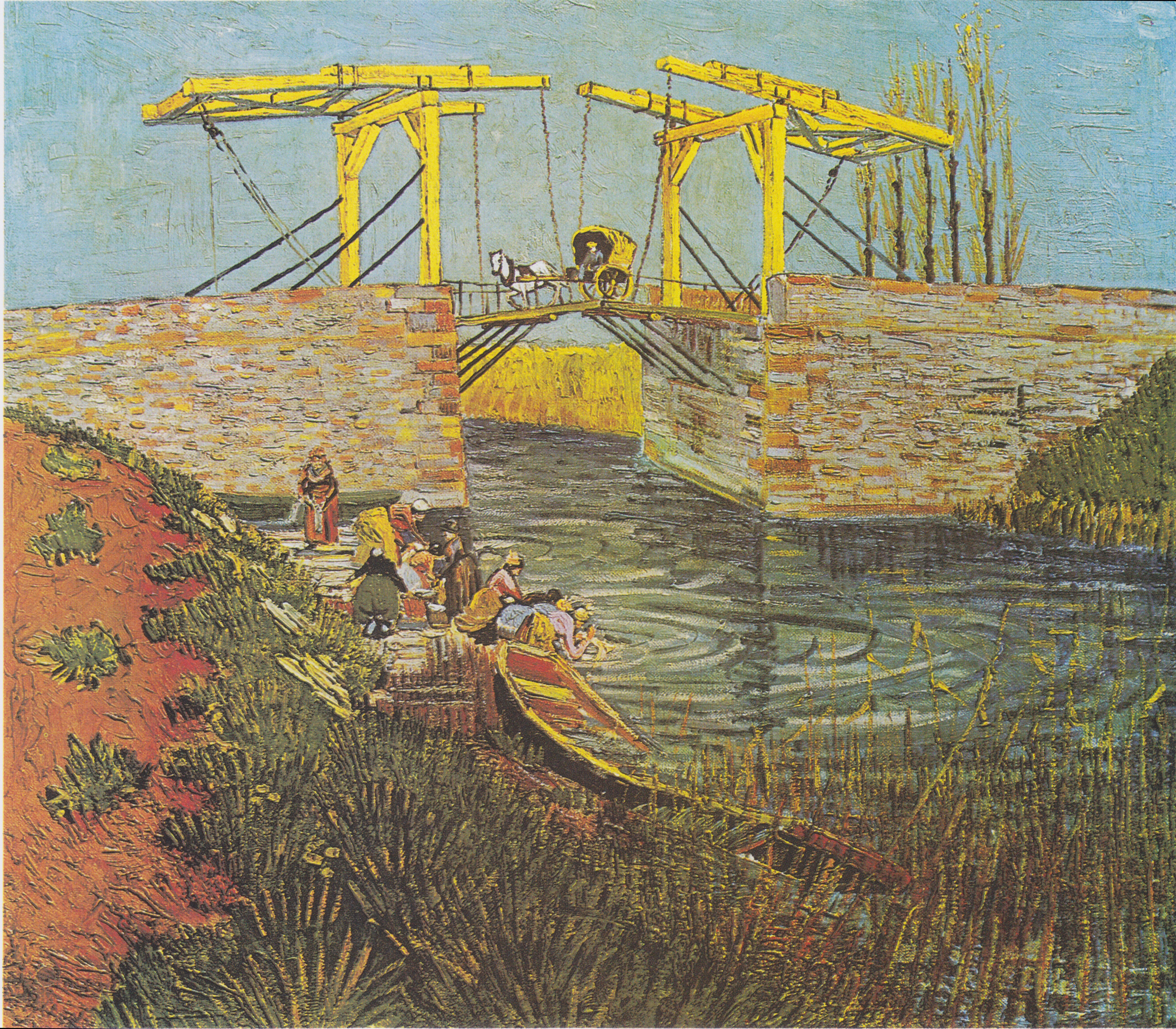
Podul Van Gogh (Arles), cunoscut sub numele de podul Langlois, pictat în 1888
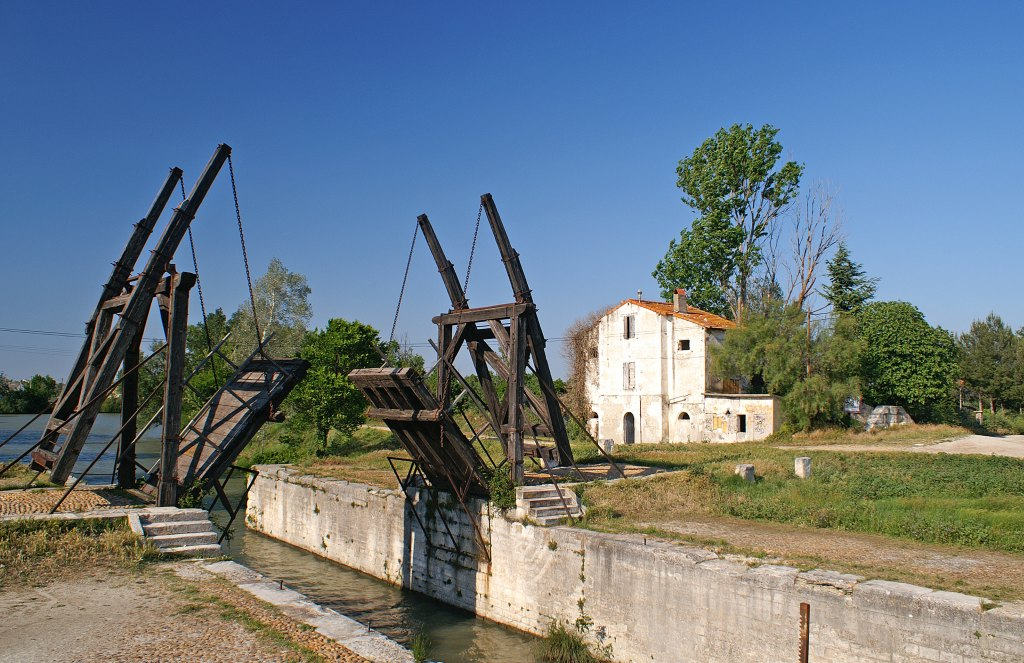
Podul lui van Gogh în 2007
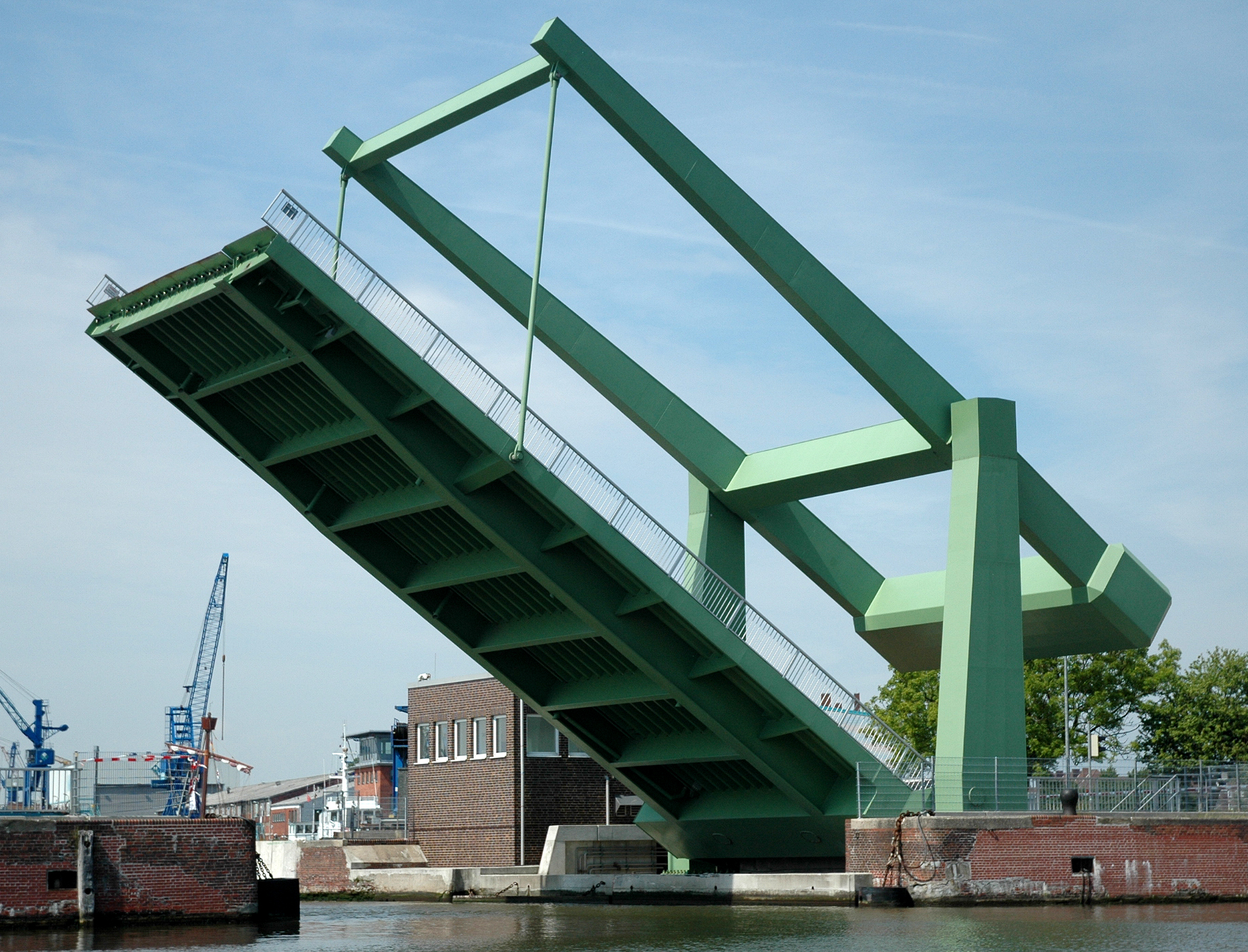
Pod basculant în Bremerhaven, Germania
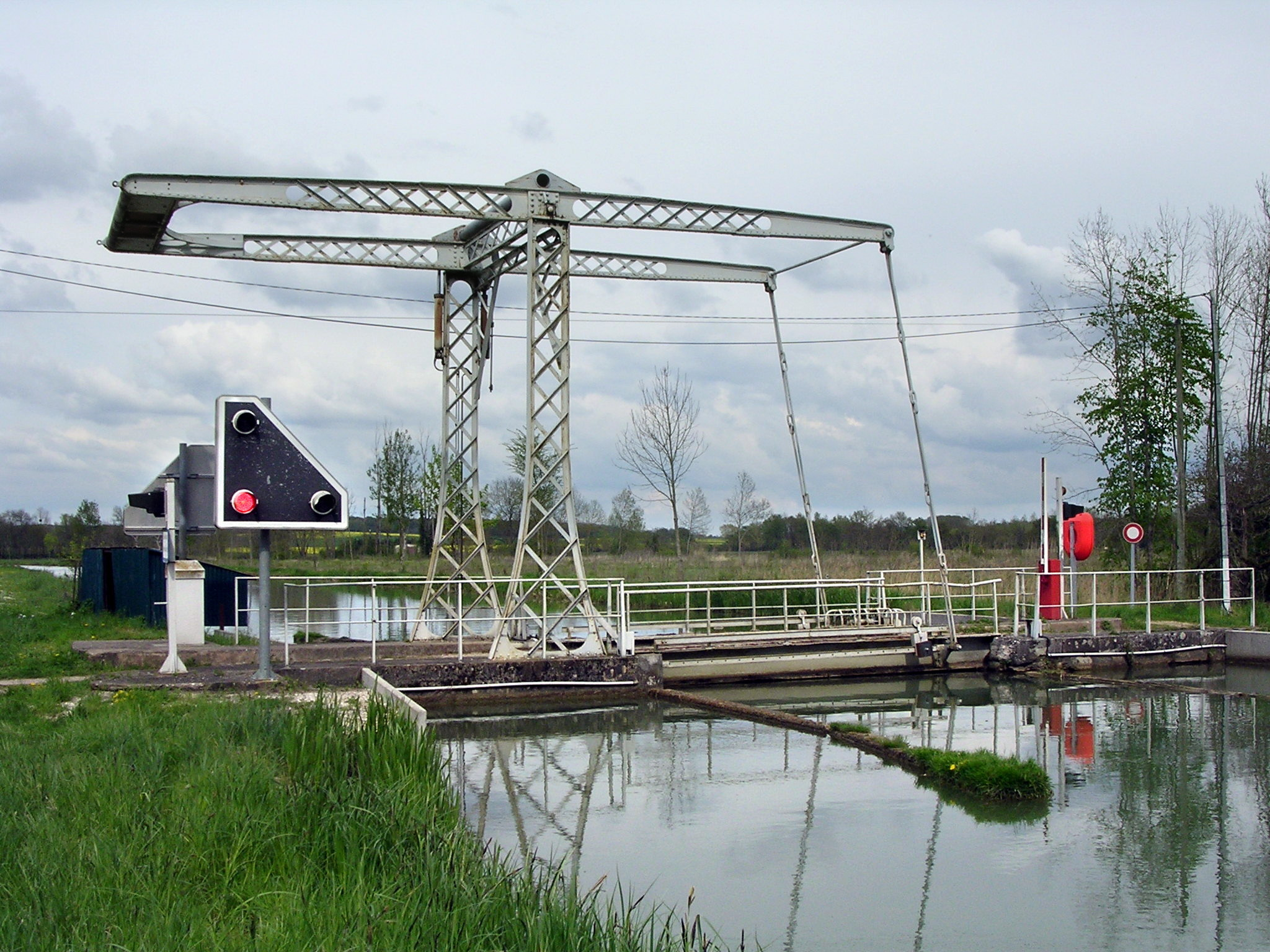
Pod basculant la Cheuge, Côte-d'Or, Franța
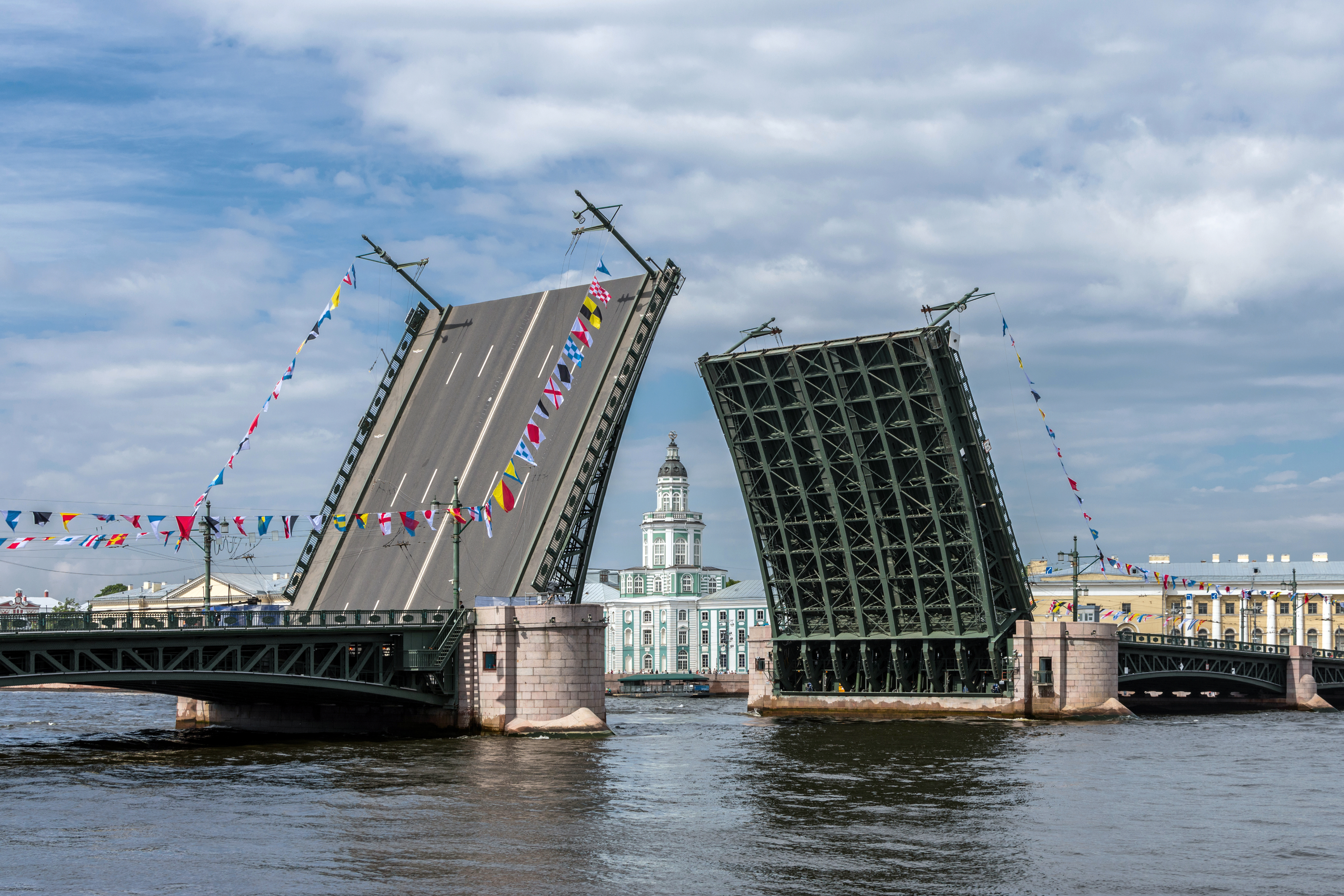
Podul Dvorțovîi în Sankt Petersburg
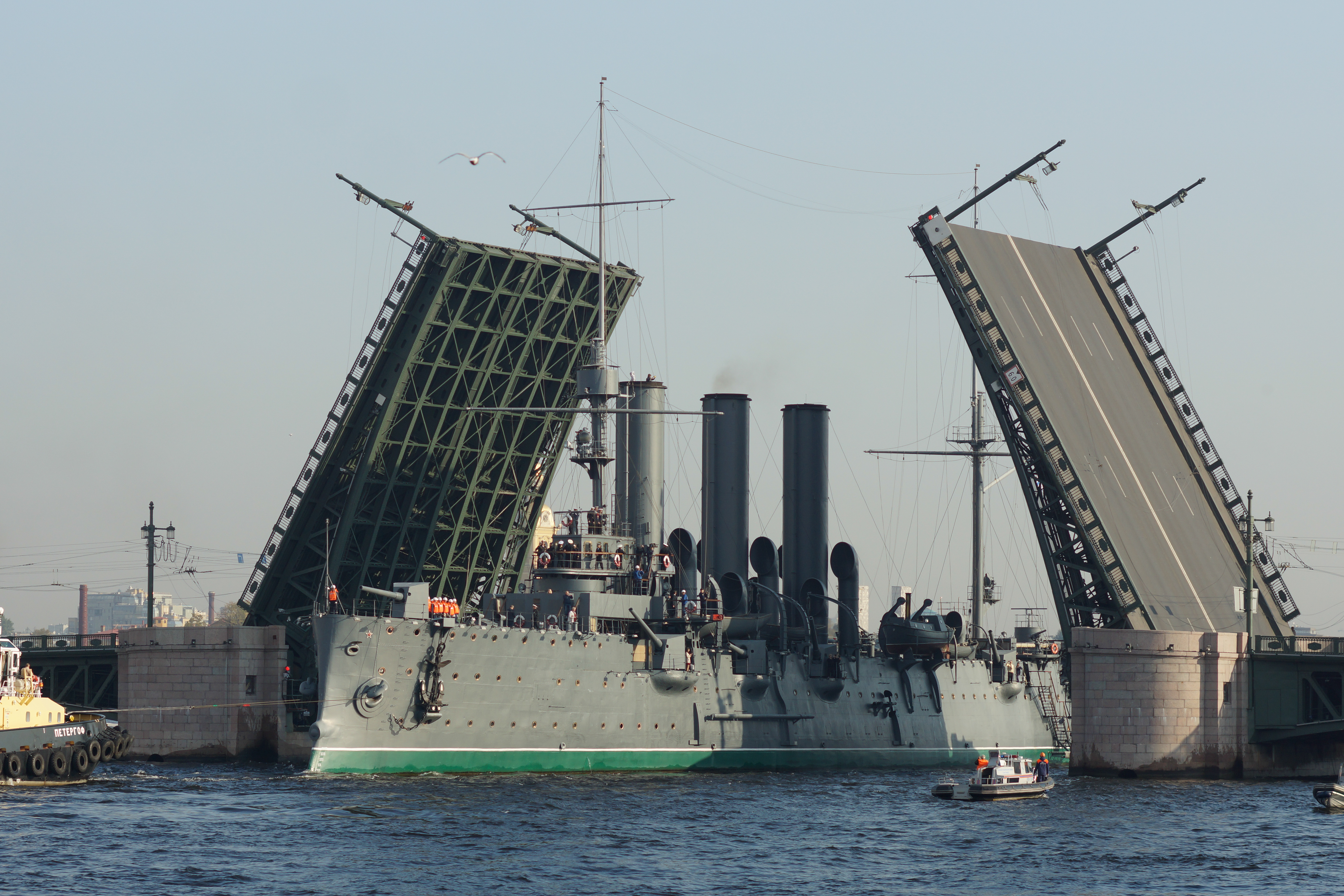
Crucișătorul Aurora trecând prin degajarea podului Dvorțovîi
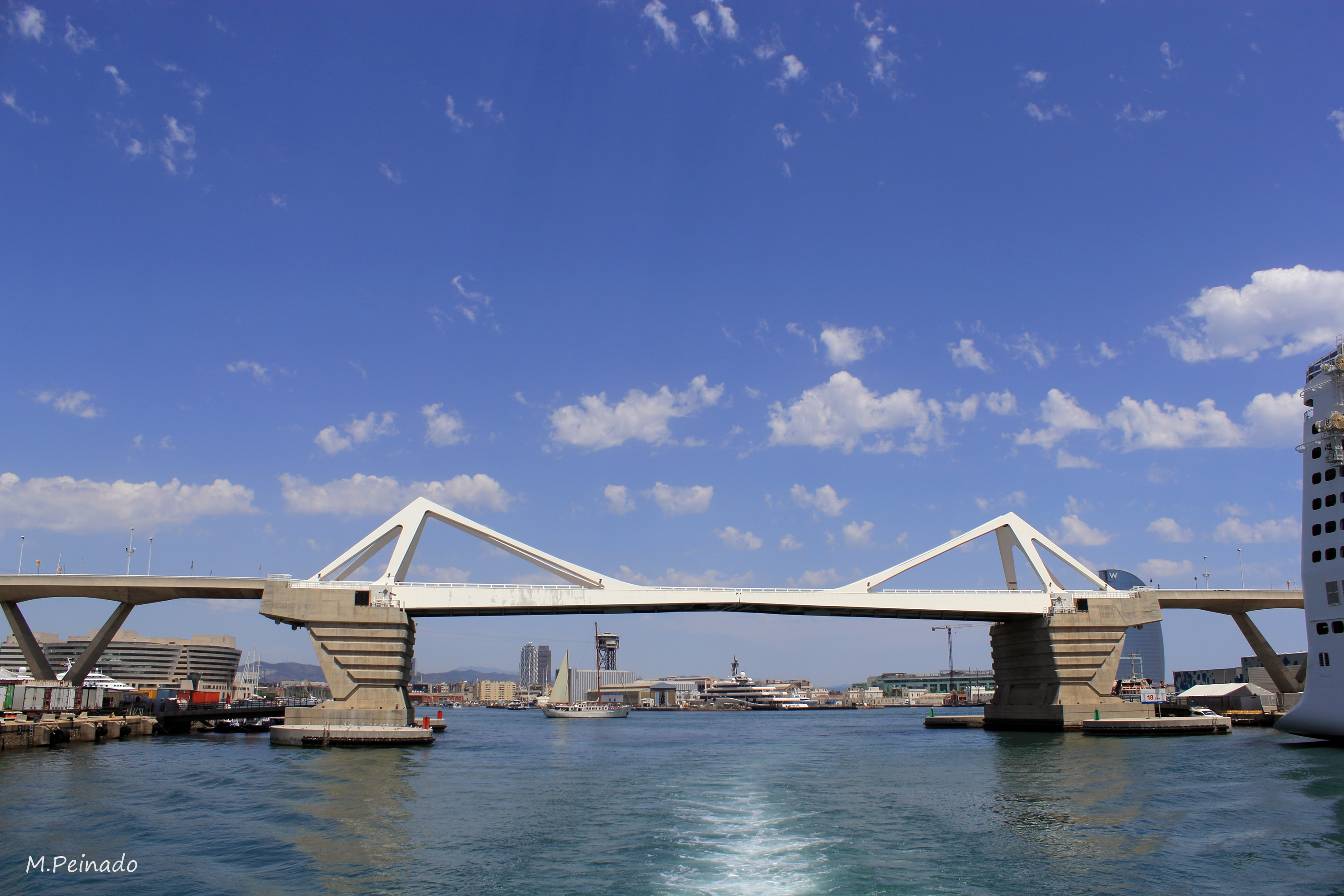
Podul Porta d’Europa din portul Barcelona